# Baptême de la Lituanie

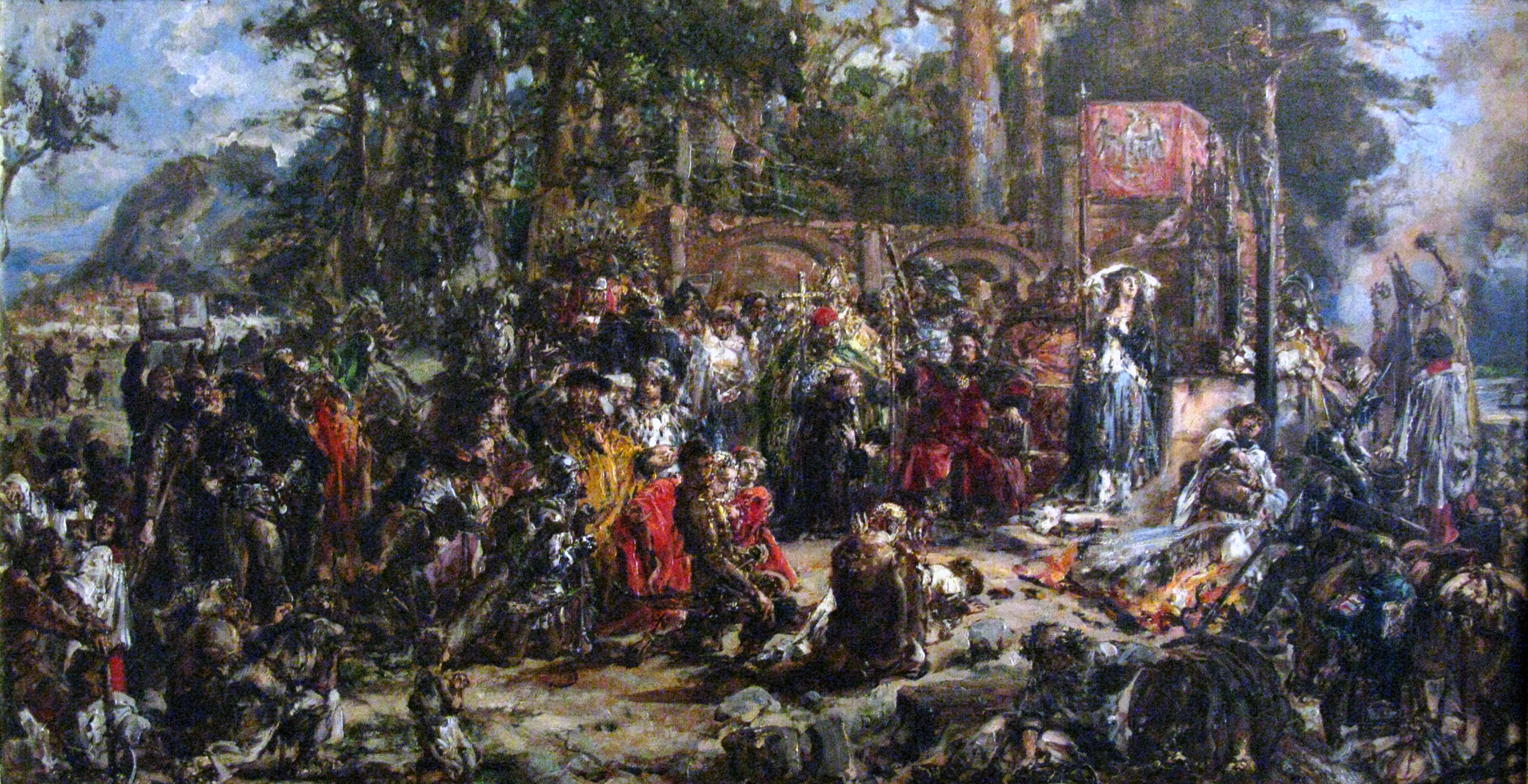
Jan Matejko : Le baptême de la Lituanie

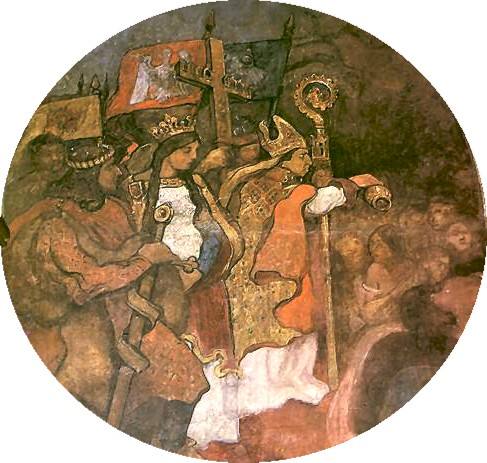
Le baptême de la Lituanie, par

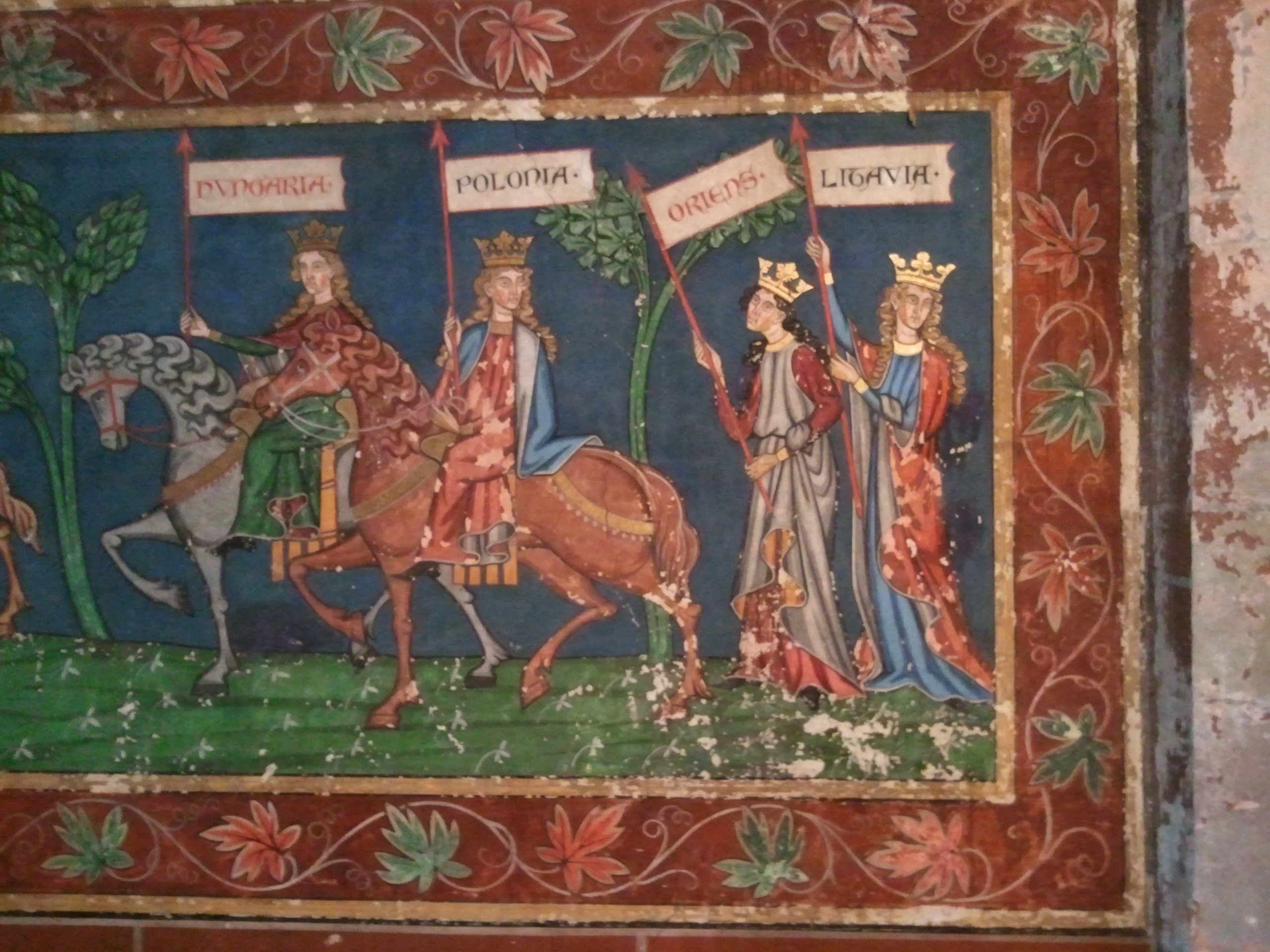
Procession des nations d'Europe vers la Croix

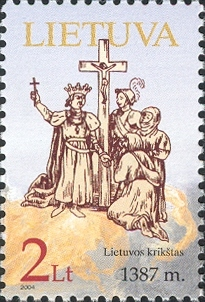
Timbre lituanien.

Le Baptême de la Lituanie (en lituanien, Lietuvos krikštas) désigne la christianisation du grand-duché de Lituanie, réalisée en 1387-1388, sous le pontificat du pape Urbain VI, par le premier évêque de Vilnius, Andrzej Jastrzębiec (en), en coopération avec le roi Ladislas II Jagellon.
En 1387-1388, seule la Haute Lituanie est christianisée ; en 1388 est érigé le diocèse de Vilnius. La Samogitie n'a quant à elle été christianisée qu'un un quart de siècle plus tard, en 1413.

## Contexte historique
Au XIVe siècle, le grand-duché de Lituanie était le dernier État non chrétien d'Europe. La grande majorité de son territoire était certes composée de terres ruthènes, lesquelles avaient été christianisées en 988, suivant le rite orthodoxe (voir : Christianisation de la Rus' de Kiev). Seule la partie à proprement parler lituanienne du grand-duché était encore païenne — ce qui représentaient environ 10 % de la superficie totale de l'État. Ladislas Jagellon lui-même avait été baptisé à sa naissance, par sa mère, la princesse ruthène Juliana, dans une église orthodoxe. Il était donc déjà chrétien lorsqu'il se refit baptiser suivant le rite catholique à l'âge adulte.
L'argument selon lequel la Lituanie était païenne devait notamment être utilisé par l'ordre Teutonique, voisin du grand-duché de Lituanie, comme un prétexte pour tenter de s'en emparer. La Lituanie était certes également entrée en conflit avec la Pologne, mais ces conflits ne prirent jamais des proportions aussi importantes que le conflit lituano-teutonique. En effet, les incursions teutoniques en Lituanie devinrent bientôt si gênantes que Ladislas Lagellon, alors grand-duc sur la Lituanie, décida de se faire baptiser en Pologne. Son calcul était le suivant : le « roi » de Pologne de l'époque était Hedwige d'Anjou, alors mineure et non encore mariée. Les deux États avaient un intérêt commun : leur ennemi était l'ordre Teutonique ; et se convertir au catholicisme pourrait permettre à Ladislas de prétendre à la main d'Hedwige.

## Le «baptême»
Selon les termes de l'union de Krewo (1385), Ladislas Jagellon s'engageait à faire convertir tout le grand-duché de Lituanie. En 1387, il rentra en Lituanie, où il persuada les boyards lituaniens d'accepter la nouvelle foi (catholique) ; il ordonna ensuite à tous ses sujets de s'y soumettre. Ladislas commença ensuite à faire détruire tout ce qui pourrait rappeler l'ancien culte païen (ce qui impliquait de défricher les bois sacré, d'éteindre le feu sacré, de tuer les serpents sacrés (en)). Toutefois, cette conversion ne s'accompagna pas de violences envers la population lituanienne. En 1388, l'évêque André effectua de nombreux baptêmes de masse. Ladislas lui-même traduisit le Notre Père et le Credo des Apôtres en langage lituanien pour son peuple. Afin d'augmenter les effectifs du clergé lituanien, la reine Hedwige d'Anjou fonda un collège lituanien à l'université de Prague en 1397.
La Samogitie fut la dernière région ethnique de Lituanie à être christianisée, en 1413, ce après la défaite de l'ordre Teutonique lors de la bataille de Grunwald et de la paix de Toruń qui s'ensuivit, laquelle vit sous le contrôle des Lituaniens. En novembre 1413, Vytautas le Grand s'embarqua lui-même sur le fleuve Niémen afin d'aller baptiser les premiers groupes de Samogitiens. En 1416, la construction de huit premières églises paroissiales est lancée. Le diocèse de Samogitie es créé le 23 octobre 1417 et Matthias de Trakai en devient le premier évêque.

## Conséquences
La conversion de la noblesse lituanienne au catholicisme fut complétée assez rapidement, mais le paganisme restait fort parmi la paysannerie. Les coutumes païennes prévalurent encore longtemps au sein du peuple lituanien, quoi qu'elles fussent pratiquées en cachette. En effet, aucune poursuite n'avait été engagée contre les prêtres et les adeptes de l'ancienne foi. Cependant, au XVIIe siècle, à la suite de la Contre-Réforme (1545-1648), la foi catholique romaine avait essentiellement pris le pas sur les anciennes croyances païennes.
La conversion au catholicisme et ses implications politiques eurent des répercussions durables sur l'histoire de la Lituanie. Comme la majorité de la population du grand-duché de Lituanie en dehors de la Lituanie proprement dite était orthodoxe et que l'élite se convertissait progressivement au catholicisme romain, les tensions religieuses s'accrurent. Certains des Gédiminides demeurés orthodoxes quittèrent la Lituanie pour la Moscovie, où ils donnèrent naissance à des familles nobles telles que les Galitzine et les Troubetzkoï. La population orthodoxe de l'actuelle Ukraine et de la Biélorussie orientale sympathisait souvent avec les souverains de Moscovie, qui se présentaient comme les champions de l'orthodoxie. Ces sentiments contribuèrent à des revers importants, tels que la bataille de la Vedrocha, qui paralysa le grand-duché de Lituanie et sapa sa position de puissance dominante en Europe orientale.
D'un autre côté, la conversion au catholicisme romain facilita l'intégration de la Lituanie dans la sphère culturelle de l'Europe occidentale, permit d'ouvrir la voie à l'alliance politique entre la Lituanie et la Pologne, finalisée par l'union de Lublin de 1569.

## Pour approfondir
- Sylvain Gouguenheim, Les derniers païens : les Baltes face aux chrétiens, xiiie-xviiie siècle, Paris, Passés-composés, 2022.